# GQ Lupi
GQ Lupi (GQ Lup) es una estrella de magnitud aparente +11,4 en la constelación de Lupus. Se encuentra a unos 460 años luz del sistema solar.

## Características físicas
GQ Lupi es una estrella variable T Tauri de tipo espectral K7V localizada en la nube molecular Lupus-1, una región de formación de estrellas a unos 400-500 años luz de distancia.
Es una estrella muy joven, todavía rodeada por un disco circunestelar, cuya edad se estima entre 100 000 y 2 millones de años.
Muestra claros signos de acreción por la presencia de perfiles P Cygni inversos en las principales líneas de emisión de su espectro.
A partir del flujo fotosférico de GQ Lupi se ha podido evaluar su radio, siendo este 1,8 ± 0,3 veces más grande que el radio solar.
Asumiendo una temperatura efectiva de 4060 K, su luminosidad es un 20 % inferior a la del Sol.
Los modelos de evolución estelar indican que su masa equivale al 80 % de la masa solar.
La velocidad de rotación proyectada de GQ Lupi es de 6,5 km/s y su período de rotación es de 10,7 ± 1,6 días.

## GQ Lupi b
En 2005 se obtuvo una imagen de una compañera, denominada GQ Lupi b, a 0,73 segundos de arco al oeste de GQ Lupi, obtenida con el telescopio VLT de la ESO en Paranal, Chile. Los diferentes modelos teóricos predicen una masa para GQ Lupi b entre 1 y 42 veces la masa de Júpiter, por lo que no se puede saber si es un gigante gaseoso o una enana marrón, aunque su masa más probable es entre dos y tres veces la masa de Júpiter. Si fuese un planeta, sería el primero del que se ha obtenido una imagen directa, aunque 2M1207b podría disputarle la primacía. Su tipo espectral oscila entre M9 y L4, lo que indica una temperatura de entre 1600 y 2500 K. En mayo de 2005, la Unión Astronómica Internacional describía a GQ Lupi b como "una compañera de posible masa planetaria de una estrella joven". Es 250 veces menos luminosa que la estrella principal, y se encuentra a unas 100 UA de ella.